# Игра в четыре руки
«Игра в четыре руки» — французско-итальянский кинофильм с Жаном-Полем Бельмондо в главной роли.

## Сюжет
Мошенник Александр Дюпре (Жан-Поль Бельмондо) выходит из тюрьмы раньше срока за примерное поведение и тут же бросается навёрстывать упущенное за время заключения. Выдавая себя за индийского принца, он отправляется в круиз с великосветской публикой, во время которого знакомится с ослепительной красавицей Памелой Иглтон Джордж, богатой дамой, женой владельца алмазных шахт, оказавшейся в сложной финансовой ситуации. Как благородный человек, «принц» не мог не предложить свою помощь нуждающейся даме и согласился купить её бриллианты. Расплатившись фальшивыми купюрами, Александр принимается вынимать камни из оправы и видит, что они тоже фальшивые. «Памела» оказалась Софи — такой же мошенницей, как и он сам. С корабля пара сошла вместе. Следующей их совместной жертвой должен был стать герцог Гельмут фон Оффенбург. Софи должна была его обольстить, после чего Александр, представившийся её братом, собирался инсценировать попытку самоубийства по причине разорения. Герцог просто обязан был бы оказать финансовую поддержку брату своей возлюбленной. Но неожиданно для Софи герцог сделал ей предложение и выписал чек на 500 000, и преступный план сразу же вылетел у неё из головы, а несчастный «самоубийца» едва не расстался с жизнью. Отняв чек у Софи и пожелав будущим супругам всего наилучшего, Александр отправляется реализовывать другой план. Его путь лежит в Венецию.
В самолёте к нему обращается один из пассажиров с просьбой пронести его чемоданчик, подаренный ему любовницей, через таможню, чтобы избежать объяснений с женой. Александр соглашается оказать ему эту услугу, но по прибытии становится свидетелем убийства владельца чемоданчика. Убитый оказывается гениальным физиком и математиком, разработавшим новый вид энергоносителя, способный заменить нефть, что вызвало недовольство арабских нефтяных магнатов. После безуспешных попыток купить изобретение они решили избавиться от изобретателя. Но микроплёнки с описанием секретной технологии находились в чемоданчике, переданном Александру, о чём тот даже не догадывался. За ним начинается охота, а он, ничего не подозревая, под именем виконта де Валомбреза отправляется в отель, где у него назначена встреча с японцами, которым он намеревается продать поддельное полотно Каналетто.

## Роли и советский дубляж
| Актёр              | Персонаж                                                                                   | Озвучивание в советском дубляже |
| ------------------ | ------------------------------------------------------------------------------------------ | ------------------------------- |
|                    | текст от автора                                                                            | Зиновий Гердт                   |
| Жан-Поль Бельмондо | Александр Дюпре (он же магараджа Бибутибушхан Бардобадай и виконт Александр де Валломбрез) | Сергей Юрский                   |
| Мирелла Д'Анджело  | Софи Шафран (она же Памела Иглстон-Джордж)                                                 | Ольга Гаспарова                 |
| Мишель Галабрю     | Ахилл Сюро                                                                                 | Роман Ткачук                    |
| Карла Романелли    | Джина                                                                                      | Александра Назарова             |
| Паоло Боначелли    | Камаль, арабский резидент в Венеции                                                        | Александр Белявский             |
| Жорж Жере          | Жозеф, французский резидент в Венеции                                                      | Армен Джигарханян               |
| Мишель Бон         | Луи Фрише, физик и математик                                                               | Константин Карельских           |
| Шарль Жерар        | Абдель Фарад                                                                               | Николай Граббе                  |
| Альдо Рендине      | Урбино Альфонси, детектив в отеле                                                          | Григорий Шпигель                |
| Пьер Вернье        | Гельмут фон Оффенбург, герцог                                                              | Всеволод Ларионов               |
| Анри Гибе          | Машавуан, «водопроводчик»                                                                  | Юрий Саранцев                   |
| Филипп Кастелли    | «консьерж» в отеле                                                                         | Сергей Цейц                     |
| Дона Ли Кеслер     | блондинка, «синьора Помпини», «жена» Луи Фрише                                             | Наталья Тенякова                |
| Жан-Франсуа Кальве | министр                                                                                    | Эдуард Изотов                   |
| Анн Годде          | Ирэн, жена министра                                                                        |                                 |
| Фон Гретчен Шепард | Каролина / Агент X22, «дочь» Луи Фрише                                                     |                                 |
| Давид Габисон      | директор тюрьмы, начальник                                                                 |                                 |
| Ренцо Мариньяно    | ювелир                                                                                     | Артём Карапетян                 |
| Лили Файоль        | миссис Шварц, богатая американка на корабле                                                |                                 |
| Морис Озель        | смешливый французский турист                                                               |                                 |
| Тони Кендалл       | Фредо, обладатель винтовки с лазерным прицелом                                             | Владимир Ферапонтов             |
| Мишель Беррер      | Оссейн                                                                                     |                                 |
| Даниель Бретон     | Ясси                                                                                       |                                 |
| Ам-Чо Луон         | Осава                                                                                      |                                 |
| Тхан-Лон           | Тарамуши                                                                                   |                                 |
| Жан Луизи          | охранник тюрьмы, шеф                                                                       |                                 |
| Жак Рамад          | кашляющий слуга                                                                            |                                 |
| Энцо Гуарини       | карабинер, допрашивавший Александра в отеле                                                |                                 |
| Рене Шато          | фотограф в аэропорту                                                                       |                                 |
|                    | «водитель» катера-такси                                                                    |                                 |

Фильм дублирован на киностудии «Союзмультфильм» в 1980 году. Режиссёр дубляжа — Георгий Калитиевский. Звукооператор — Борис Фильчиков. Русский текст — Ирины Чувилевой.
В советском прокате фильм был сокращён на 10 минут. Были вырезаны разговор Дюпре с пожилой дамой на теплоходе и большой фрагмент, содержащий элементы эротики, в котором Дюпре знакомится с Каролиной, связной-негритянкой, и проводит у неё ночь. Наутро Каролину убивают. Также была сокращена сцена пролёта Александра Дюпре над Венецией. По российскому телевидению показывают как полную версию, так и советскую сокращённую.
Главному герою в финальной сцене вручают Орден Почётного легиона. Сам Жан-Поль Бельмондо станет кавалером этого ордена в 1980 году, сразу после выхода фильма в широкий прокат.[значимость факта?]